# Шаеган, Рахим
М. Рахим Шаеган (перс. رحیم شایگان‎, англ. M. Rahim Shayegan, ʃɑːjɛɡɑːn; род. 1966, Иран) — американский историк-антиковед, иранист. Именной профессор иранистики кафедры ближневосточных языков и культур, директор-основатель Института исследований иранского мира и Центра исследований иранской литературной традиции имени Э. Яршатера и руководитель программы Глобальной Античности на кафедре гуманитарных наук в Калифорнийском университете в Лос-Анджелесе. Иностранный член-корреспондент Австрийской академии наук (2022), действительный член Европейской академии (2019) и Американского востоковедческого общества. Стипендиат Гуггенхайма (2013).

## Биография
Сын Дариуша Шаегана. Первоначально жил в Европе. В немецком Кёльнском университете получил степень бакалавра искусств, в Парижском университете — степень магистра искусств. В 2000 году, уже находясь в США, защитил диссертацию на PhD в Гарвардском университете на тему «Аспекты раннесасанидской истории и историографии».
На сегодняшний день Рахим Шаеган занимает должности директора-основателя Института исследований иранского мира имени иранского учёного Эбрахима Пардавуда, чьи учёные занимаются глобальным, кросс-культурным и мультидисциплинарным исследованием иранской Античности, а также основателя и директора центра исследований иранской литературной традиции имени ученика Пардавуда Эсхана Яршатера в составе Калифорнийского университета в Лос-Анджелесе.

## Исследования
Исследования Шаегана касаются иранской филологии и эпиграфики, религии и истории Ирана, преимущественно Античности, в частности Ахеменидской, Парфянской и Сасанидской держав.
Наиболее известная работа Шаегана «Аршакиды и Сасаниды: политическая идеология в постэллинистической и позднеантичной Персии» вышла в 2011 году. Она должна была быть вскоре переведена на персидский, однако предполагаемый переводчик умер вскоре после начала работы. В этой книге Шаеган исследует взаимоотношения иранских держав с западными странами и политические кризисы в Парфянской империи и историю прихода к власти династии Сасанидов и спекулирует на тему, насколько сасанидские монархи знали и использовали раннюю историю Ирана. Эта книга получила смешанные отзывы от специалистов. Так немецкий антиковед Сабина Мюллер назвала книгу «дифференцированным, тщательным, живым, вдохновляющим и амбициозным исследованием». Польский иранист Марек Ян Ольбрыхт обозначил, что работа Шаегана является провокативной, интересной и яркой. При этом он же отметил, что самому Шаегану, видимо, было сложно оценить необходимые масштабы своего произведения, поскольку переходы в произведении неравномерны из-за чего страдает его связность. В конце рецензии Ольбрыхт отметил, что книга Шаегана, с одной стороны, замечательна эрудированностью автора и примечательными рассуждениями, однако разочаровывает противоречивостью и недостатками использованной автором методологии анализа источников. Целый ряд устанавливаемых автором фундаментальных гипотез, например о роли вавилонских писцов и понтийцев в сасанидской и аршакидской историия, не выдерживают критики и проверки по другим источникам и работам, в связи с чем оказываются несостоятельными.